# Imaginair getal
In de wiskunde is een imaginair getal een complex getal waarvan het kwadraat een negatief reëel getal is. Een imaginair getal kan worden geschreven als {\displaystyle b\ i}, waarin {\displaystyle b} een reëel getal is en {\displaystyle i} de imaginaire eenheid voorstelt waarvoor geldt:
{\displaystyle i^{2}=-1\ }
Dus
{\displaystyle i^{3}=-i\ ,i^{4}=1\ ,i^{5}=i\ ,i^{6}=-1\ ,\ldots }
Door gebruik te maken van imaginaire getallen en reële getallen, wordt de verzameling van complexe getallen gedefinieerd als:
{\displaystyle \mathbb {C} =\{a+bi\mid a,b\in \mathbb {R} \}}
Het werken met complexe getallen is in de 16e eeuw door Girolamo Cardano ontwikkeld, maar veel wiskundigen wilden er niet aan. Dit valt te verklaren uit het feit dat de wiskunde lang door de meetkunde is gedomineerd. De reële getallen hebben daarin een directe interpretatie, namelijk als de waarden van afstanden tussen punten, maar complexe getallen in het algemeen niet. René Descartes noemde ze in zijn boek La Géométrie, De meetkunde, uit 1637 dan ook schamper imaginaire, dus denkbeeldige getallen en deze naam is het gebleven. Er zijn sindsdien veel toepassingsgebieden gevonden, zoals bij de beschrijving van trillingen en golven.

## Websites
- René Descartes. La Géométrie, 1637. op de Engelstalige Wikipedia